# Риверо Вебер, Густаво
Густаво Риверо Вебер (исп. Gustavo Rivero Weber) — мексиканский пианист и дирижёр.
Окончил Национальную консерваторию по классу фортепиано Лус Марии Пуэнте, затем учился в Кёртисовском институте у Хорхе Болета и в Одесской консерватории у Людмилы Гинзбург. С 1995 г. преподаёт фортепиано, а с 2002 г. также и камерный ансамбль в Национальной консерватории. Гастролировал в США, Франции, Италии, Германии, Австрии, Бельгии, Нидерландах, Португалии и Украине. Записал три альбома мексиканской фортепианной музыки и альбом с музыкальными произведениями Фридриха Ницше, удостоенный в 2003 году премии мексиканской Ассоциации театральных и музыкальных критиков.
В 2007 г. занял должность руководителя музыкальных программ Национального автономного университета Мексики. В 2015 г., по окончании контракта, возглавил Молодёжный университетский оркестр имени Эдуардо Маты.